# Cecilián
A Cecilián latin eredetű férfinév, a Ceacilianus név rövidülése, aminek a jelentése: a Caecilius nemzetséghez tartozó. A név a latin caecus szóból származik, aminek a jelentése vak.  Női párja a Cecília. 

## Gyakorisága
Az 1990-es években szórványos név, a 2000-es években nem szerepel a 100 leggyakoribb férfinév között.

## Névnapok
- április 16.[2]
- június 3.[2]

## Idegen nyelvi változatai
- Cecil (angol)

## Híres Ceciliánok, Cecilek
- Cecil Rhodes angol gyarmati politikus